# Мерея (кожа)
Мерея́ — рисунок на поверхности кожи. В процессе выделки кожи удаляется эпидермис, обнажая неровности дермы. Выступы и впадины дермы вместе с порами образуют природную мерею — узор, по которому можно различать кожи разных видов животных. Искусственная мерея любого рисунка может быть нанесена тиснением на обе стороны кожи с помощью мерейных досок с бороздками для придания коже более ровной поверхности и большей гибкости.